# Formazione
La formazione, intesa come contributo e stimolo alla crescita evolutiva di una persona o di un gruppo, persegue lo sviluppo di capacità e atteggiamenti non solo cognitivi e lavorativi, ma anche di natura spirituale, morale, civile, sociale, affettiva.

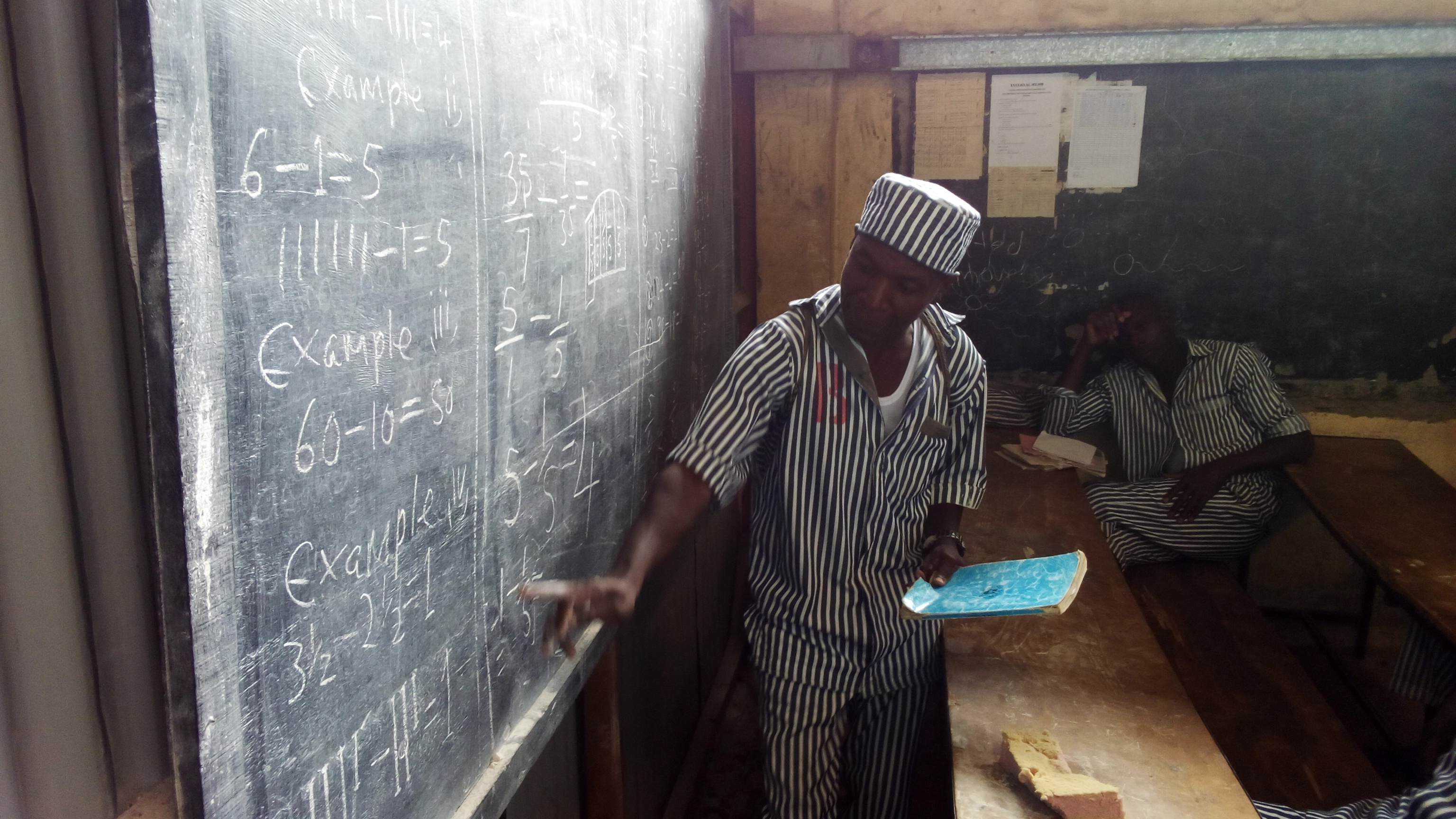
Lezione impartita da un detenuto ai propri compagni in Kenya.

Si distingue dall'istruzione perché non si limita alla mera acquisizione di conoscenze, e in misura minore dall'educazione, a cui è accomunata dal rilievo pratico e comportamentale, ma rispetto alla quale ha assunto recentemente delle connotazioni tecniche, attinenti al conseguimento di abilità professionali, intellettive, culturali, artistiche, o comunque specialistiche, sia individuali che riferite a organizzazioni collettive.

## Descrizione generale

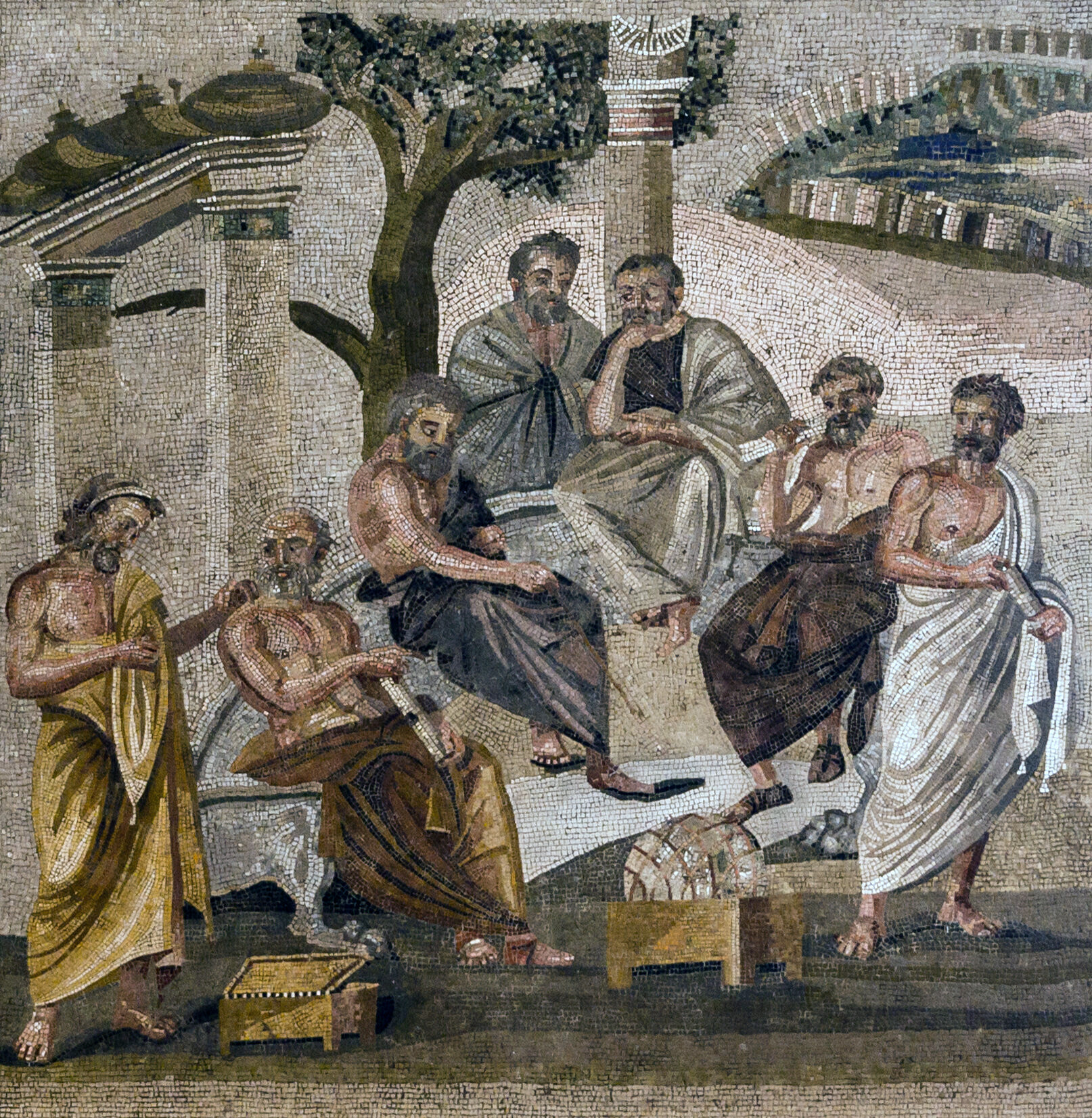
La scuola di Platone in un mosaico proveniente dalla villa pompeiana di Titus Siminius Stephanus.

### Il concetto
Il concetto formato si differenzia da fatto (composto) proprio per la struttura organica e organizzata. Il contenuto di un recipiente si realizza in un attimo: la formazione richiede del tempo tecnico, tempo che necessita per "formare", per assimilare e per comprendere. La formazione infatti non è un insieme di nozioni contenute in un cassetto ma al contrario è il risultato di un piano formativo organico che tende a strutturare, solidificare e rinforzare in maniera completa.
Questo vale sia sotto il profilo della struttura delle cose che sotto il profilo delle persone; per fare un esempio, quando si parla della formazione della Terra o della formazione del Regno d'Italia non si fa riferimento ad un istante, ma ad un processo che è durato nel tempo, al fine di strutturare, organizzare, regolare, confinare, ecc. Questo processo formativo vale, qualunque sia il motore che lo ha determinato. La formazione della Terra è avvenuta per un Creatore o per il Big Bang, così come la formazione del Regno d'Italia è avvenuta per la volontà di persone. La formazione umanistica di un poeta come Alessandro Manzoni non è avvenuta per caso o in un istante, ma in un processo formativo di anni.
Il valore della formazione assume grande risonanza nel campo della crescita sia professionale che personale. Si colloca come prospettiva di impegno continuo per tutto l’arco della vita umana. Proprio perché correlata ai processi di cambiamento, di trasformazione, di sviluppo dei sistemi sia aziendali che personali, la formazione deve mirare al miglioramento ed allo sviluppo della persona, della professione, delle competenze. Intesa come processo di rinnovamento delle conoscenze e delle capacità, struttura e consolida un processo di crescita cognitiva apportando competenze da impiegare sul piano personale e professionale.

### Nel processo nell'evoluzione temporale
La formazione  è un processo di comunicazione più evoluto e più complesso, che si sviluppa attraverso due (o più) soggetti o entità che utilizzano un contenuto. Affinché avvenga questo processo è necessaria la presenza del formatore e del formando. Il formando non è ancora formato (lo è ma in modo potenziale). Tra i due si elabora una comunicazione di contenuti, di pensiero, di attività, di controllo e verifica del reale passaggio dei contenuti. Questa comunicazione che si svolge in un tempo necessariamente lungo per la reale assimilazione dei contenuti e la verifica della professionalizzazione è la celebrazione della formazione.

### Nella cultura del pensiero
Si forma a pensare, si forma alla pace, si forma all'ecologia, questo significa che formare è fare soprattutto cultura, solo con la conoscenza si possono battere le catastrofi che derivano dall'ignoranza. La povertà, le malattie, la guerra spesso derivano dall'ignoranza, da processi formativi fatti male, da conoscenze parziali e mediocri. L'importanza della formazione è tale che anche i più grandi scienziati spesso si incontrano per confrontare le proprie idee con altri scienziati.
Anche questa è formazione: lo scambio della conoscenza.

## Aspetti della formazione

### Aspetto pedagogico
In ambito pedagogico è un processo complesso di trasferimento di contenuti e metodi per fare acquisire alle persone livelli intellettuali, culturali, emotivi e spirituali sempre maggiori. Il processo formativo studiato dalla pedagogia, in particolare, cerca di ottenere contenuti e metodi di insegnamento propri per l'età evolutiva di riferimento in cui il processo formativo si esplica. Per fare un esempio, si può parlare di qualsiasi argomento ad ogni età, ma il linguaggio, l'approfondimento, la durata e il metodo educativo cambia per ogni fascia di età e per ogni corso formativo che si affronti.

### Aspetto filosofico
Il tema della formazione è stato trattato in maniera molto vasta e complessa lungo tutto l'arco della storia della filosofia occidentale in maniera tutt'altro che esaustiva nel tentativo di spiegare la sua natura.
Tutte le culture più o meno evolute hanno dedicato studi e risorse alla formazione, al passaggio della conoscenza, alla formazione di una coscienza, essendo la formazione parte integrante della nostra vita, della nostra filosofia di pensiero; in ogni momento c'è bisogno della formazione, perché nessuno nasce già con le conoscenze, metà della nostra vita la passiamo a formarci.
La formazione è passaggio di idee, di pensiero, di cultura, contenuti e modi di essere, che ogni popolo tramanda alle generazioni che seguono, in un processo talora di accrescimento del livello di conoscenza così acquisito.
Nell'antica Grecia si utilizzava il termine paideia per indicare non tanto un semplice metodo educativo, ma un ideale, il risultato del processo pedagogico, un obiettivo da perseguire lungo tutta la vita.
Assurgendo a sinonimo di civiltà e cultura, la paideia consisteva in un'educazione che, a differenza del barbaro, distingueva le persone civilizzate, mirante a fare dell'individuo un essere umano nel senso più autentico della parola.
Nella storia della pedagogia l'ideale greco della paideia si è poi identificato con quello latino di humanitas, formulato dai Romani e fatto proprio dai pensatori medievali e rinascimentali.
(Giovanni Reale, introduzione a Werner Jaeger, Paideia, Bompiani, 2003)

### Aspetto religioso
In ogni civiltà esiste l'attività di tramandare i concetti di trascendente, di Dio, della fratellanza per formare le nuove generazioni, ed in ogni civiltà ci sono persone deputate fin dalla storia a trasmettere questo tipo di contenuti. La formazione religiosa in fondo è la formazione dell'anima e il rapporto che si dovrebbe avere con l'essere supremo. Nella civiltà cattolica questo tipo di formazione per i laici è attuato dai sacerdoti con il catechismo. I sacerdoti a loro volta ricevono una formazione specifica e molto più approfondita nel seminario, che è un'istituzione della Chiesa deputata proprio a questo tipo di formazione.

### Aspetto letterario
In letteratura si parla di «romanzo di formazione» (in tedesco Bildungsroman) per descrivere quel genere di componimento narrativo che descrive il processo di maturazione della coscienza di una persona, generalmente un giovane o un adolescente, che attraverso una sorta di viaggio iniziatico caratterizzato da vari ostacoli e difficoltà, lo porta a scoprire i propri talenti e ad inserirsi costruttivamente in un determinato contesto sociale, diventando infine adulto.
Si tratta di un genere peculiare, poiché questo tipo di formazione spesso non riguarda solo il protagonista del romanzo ma intende coinvolgere anche il lettore.

### Aspetto scientifico
La formazione ha un'importanza talmente rilevante che molte università hanno intere facoltà dedicate proprio alla scienza della formazione, dove si studia la materia nel suo complesso.
La materia infatti ha attinenza, sia per sé stessa che per i contenuti terzi che è deputata a trasmettere, con l'area tecnico-scientifica, l'area umanistica e l'area di ricerca.
Nelle facoltà con questo profilo concorrono materie come storia della formazione, pedagogia, filosofia, psicologia, sociologia, lettere, scienze ecc., proprio perché alla crescita culturale della persona devono partecipare tutte quelle discipline umanistiche che rendono l'uomo diverso da tutte le altre cose del Creato.
La formazione è quell'insieme di attività didattiche che sono tese a preparare una persona a svolgere un'attività, una professione o molto più semplicemente a vivere.
Sotto il profilo professionale e specialistico il concetto di formazione prende valenze diverse ma non cambia il suo obiettivo principale:
- la formazione a distanza, per esempio, è quella che si svolge per corrispondenza o per via telematica (internet), ma l'obiettivo è sempre lo stesso, di preparare delle persone a fare qualcosa o a svolgere un ruolo nella società
- la formazione politica è quella che dovrebbe preparare delle persone ad acquisire competenze tali da risolvere i problemi sociali e istituzionali
- la formazione umanistica è quella che dovrebbe caratterizzare la preparazione su materie di carattere letterario come la storia, la filosofia, la musica, l'arte, la sociologia, ecc.
- la formazione tecnica è quella che dovrebbe caratterizzare la preparazione su materie prettamente scientifiche, come chimica, fisica, ingegneria, ecc.

## Il processo formativo
La formazione di solito comincia in tenera età e continua fino alla morte. Alcune teorie della psicologia dello sviluppo sostengono che certe sensibilità si acquisiscano addirittura all'interno del grembo materno. Per fare un esempio, l'ascolto della musica viene percepito già dal feto a poche settimane dal concepimento.
Alla nascita i genitori hanno il compito di conferire una prima forma di educazione, contribuendo alla prima formazione ai bambini fino all'età scolare. Poi le istituzioni si prendono carico della formazione in maniera collettiva.
Il concetto di formazione quindi è molto complesso e delicato, ed è necessario che venga strutturato e programmato con molta attenzione.

### Istruzione e formazione istituzionale
Ogni stato è organizzato con una sua struttura (solitamente corrispondente al Ministero dell'istruzione) per dare un'istruzione di base uguale a tutti i suoi cittadini e per garantire l'accesso alle attività di formazione.
In Italia la formazione è competenza delle Regioni, che la attuano direttamente o mediante il ricorso a convenzioni con Enti privati, mentre l'istruzione, è di competenza dello Stato centrale (quella Universitaria di competenza delle Regioni), che la attua attraverso scuole pubbliche e disciplina l'attività delle scuole private.
La formazione si divide in obbligatoria e libera.
- La formazione obbligatoria è quella che ogni Stato impone per dare una conoscenza e una cultura minima ai suoi cittadini.
- La formazione libera è quella che ognuno può coltivare liberamente su qualsiasi argomento e livello culturale, sia in privato sia pubblicamente.

### Il concetto di formazione permanente o continua
Il concetto di formazione permanente è quello per cui non si dovrebbe smettere mai di studiare perché il mondo va avanti, le cose cambiano, la tecnologia progredisce, le emozioni sono sempre diverse, la politica si trasforma, e il campo dello scibile umano è enorme rispetto alla nostra capacità di immagazzinare e di memorizzare. In virtù di questo esiste un vecchio adagio che dice: non si finisce mai di imparare.
Nella scienza dell'educazione delle formazioni specialistiche professionali, l'evoluzione tecnologica è talmente veloce ed enorme che addirittura l'aggiornamento "formativo" (formazione continua) diventa obbligatorio, con l'acquisizione di crediti formativi.
Oggi, con la precarietà del lavoro dovuto ad economie non longeve che durano al massimo cinque anni, succede spesso che il personale di aziende sia messo in mobilità e sorge la necessità di riqualificare professionalmente i lavoratori, al fine di reimpiegarli o di elevare la loro conoscenza professionale. La formazione continua quindi ha lo scopo di riqualificare, "ri-professionalizzare" le persone con corsi di formazione "dedicati". I corsi di formazione dedicati sono preparati apposta con moduli didattici specifici, proprio per evitare di perdere del tempo a raccontare nozioni generiche, ma al contrario affrontando solo le materie ed i contenuti tecnici di interesse. Quindi, questo tipo di formazione è tipica dell'età adulta e risulta fondamentale nella realtà di oggi, dove globalizzazione e incertezza sono all'ordine del giorno. In tale contesto è necessario da parte del soggetto l'acquisizione di una pluralità di competenze, non statiche, ma in continuo aggiornamento perché siano adatte alle richieste dal mercato del lavoro. A tal fine l'autoformazione risulta efficace sia nei contesti formali che non formali.

## Altri significati di formazione
Un altro significato relativo alla formazione è quello che viene usato come costituito, come fatto, come si è realizzato, più relativo alla materia, al cosmo, quindi i gas, la Terra, le stelle, ecc.
Un ultimo significato è quello relativo ad una squadra (gruppo): squadra di lavoro (o di gioco) intesa come gruppo di elementi. Sono di uso comune espressioni come "formazione di governo", "formazione della nazionale", ecc.